# ピラミッド温泉
ピラミッド温泉（ピラミッドおんせん）は、栃木県那須塩原市にあるピラミッド型の建物の温泉。1994年創設（株式会社美商）。2019年現在は「ピラミッド元氣温泉」。
天然温泉を利用した温泉旅館と日帰り温泉である。「氣」に関する瞑想室や美術館も伴う。

## 温泉概要
アルカリ性単純温泉で、地下1,200mから湧出している。

## 歴史
オーナー伊藤雄次郎が研修施設として建設中、温泉が出たので温泉宿泊施設として路線変更し現在に至る。電気関係の特許で学生時代から伊藤雄次郎がエジプトを訪問したり、ピラミッドパワーをピラミッド型の模型などで確認したりしたうえで建設した。

## 施設
ピラミッド温泉はクフ王のピラミッドを正確に10分の一にした温泉の建物と、それより少し小さい本館とで成り立ち、周囲に宿泊棟・バーベキュー場・娯楽棟などがある。広大な敷地（3000坪）を使って次々と新しい施設を建設している。
温泉の上にある瞑想室（パワースペース）にはケヤキの大樹の根に千仏を彫って金箔を施し、その天辺付近の龍の頭の部分が水晶玉を咥えたオブジェが回転盤の上に備え付けてあり、日本で2番目に大きい山梨産の水晶の柱がその足元に安置してある。ピラミッドを構成する斜面の天井には夜空の星と同じ配列で大小の電球が設置され、日暮れから夜明けまでの天体の動きを模している。
瞑想室は主にピラミッドパワーを受けるための目的で作られ、さらにパイプによるピラミッドを組み立てて中に横になるとピラミッドパワーを倍増して受けることができるとしている。
また、片隅には星月菩薩の木像があり、1999年の大晦日から2000年1月1日にかけて木像の頬にあった濃いあざのようなシミが消えた事件があった（現在は薄く戻っている）。

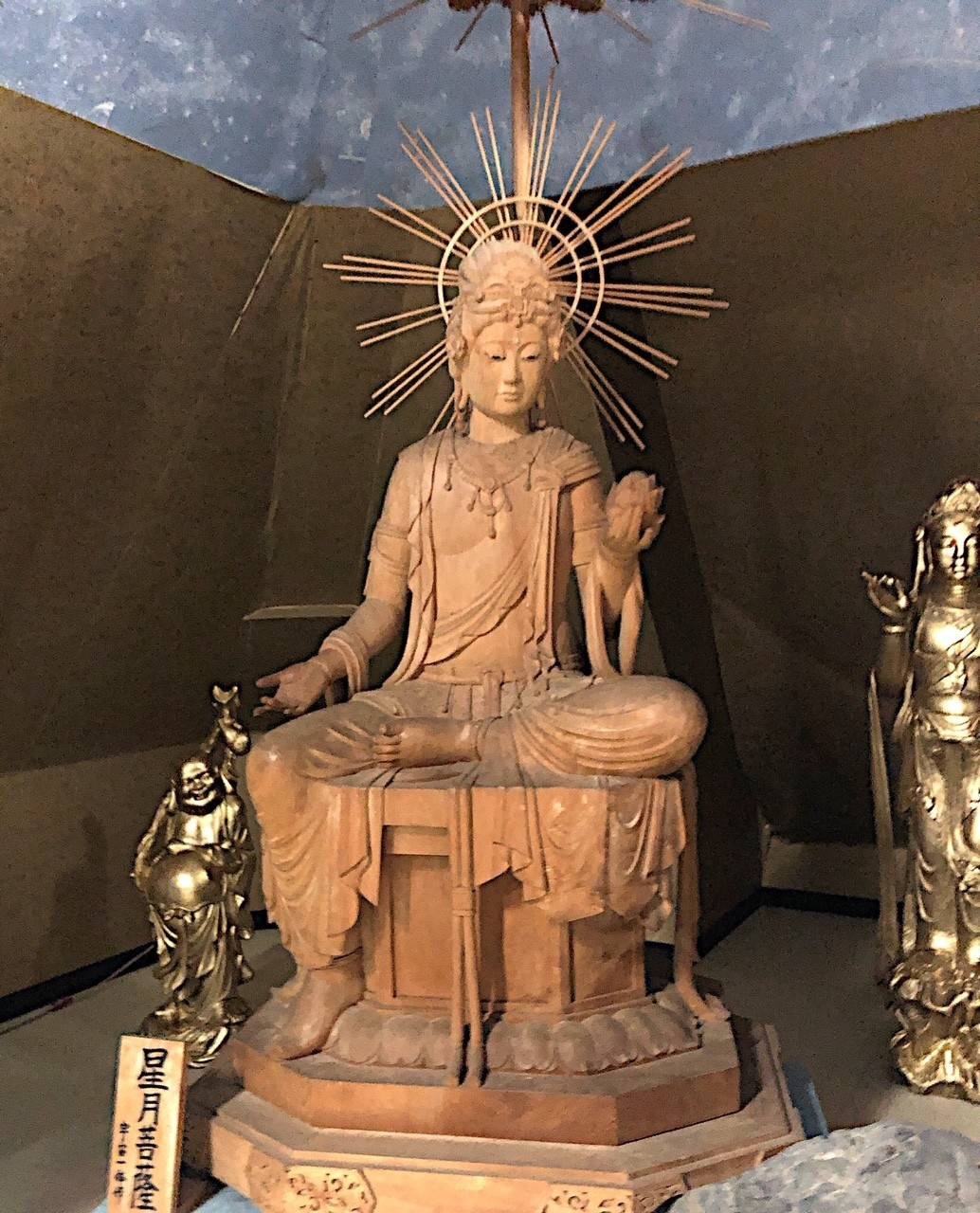
星月菩薩の木像

温泉は大浴場の他に、露天風呂・洞窟風呂・ミストサウナ、及び建物東側に宝石風呂・檜風呂がある。特筆すべきは高精度の水晶を敷き詰めた岩盤浴である。床がすべて水晶で埋め尽くされ、その下を温泉水が通っている。
宿泊棟は和室で、別館が洋室になり、その他、ペット同伴可でペット専用風呂が付いた部屋もある。

## 所在地
栃木県那須塩原市接骨木493-4